# آنتون راجرز
آنتون راجرز (انگلیسی: Anton Rodgers; ۱۰ ژانویهٔ ۱۹۳۳ – ۱ دسامبر ۲۰۰۷) هنرپیشه اهل انگلستان بود.
از فیلم‌ها یا برنامه‌های تلویزیونی که وی در آن نقش داشته‌است می‌توان به تاجر ونیزی، روز شغال، بداهه و پسر پلنگ صورتی اشاره کرد.
وی همچنین برندهٔ جوایزی همچون جایزه لارنس الیویه شده‌است.